# Loreczka rubinowa
Loreczka rubinowa (Vini kuhlii) – gatunek małego ptaka z rodziny papug wschodnich (Psittaculidae). Opisana przez Nicholasa Aylwarda Vigorsa w 1824 roku. Występuje na wyspie Rimatara w archipelagu Tubuai (Polinezja Francuska) oraz na trzech wyspach Kiribati (Teraina, Tabuaeran i Kiritimati), gdzie prawdopodobnie została introdukowana przez Polinezyjczyków. Jest zagrożona wyginięciem. W celu ochrony gatunku przeniesiono część osobników z wyspy Rimatara na Atiu – jedną z Wysp Cooka. Badania skamieniałości wskazują, że ten gatunek papugi był w przeszłości szeroko rozpowszechniony na wyspach południowego Pacyfiku, od Wysp Cooka do Polinezji Francuskiej. Nie wyróżnia się podgatunków.

## Morfologia
Wygląd zewnętrzny:
Jaskrawo ubarwiona papuga. Grzbiet i skrzydła zielone. Gardło i brzuch czerwone. Wierzch głowy zielony, przechodzący stopniowo w niebieski. Dolna część brzucha i kuper jasnozielony. Nogi niebieskie. Ogon pomarańczowo-czerwony. Dziób czerwony, oczy ciemne. Brak dymorfizmu płciowego.
Długość ciała: 19–20 cm
Masa ciała: 55 g.

## Pożywienie
Loreczka rubinowa żywi się miękkimi owocami, nektarem, pyłkiem kwiatów oraz sokiem roślin.

## Rozród
Gniazda zakłada w dziuplach. W zniesieniu zwykle 2 jaja.

## Status i ochrona
Międzynarodowa Unia Ochrony Przyrody (IUCN) uznaje loreczkę rubinową za gatunek zagrożony (EN – endangered) nieprzerwanie od 1994 roku. Została wpisana do Załącznika II konwencji waszyngtońskiej. Głównym zagrożeniem dla loreczki rubinowej jest potencjalne zawleczenie szczura śniadego; polowania na te ptaki w celu pozyskania ich czerwonych piór są najbardziej prawdopodobną przyczyną wymarcia loreczki rubinowej na Wyspach Cooka.
Obecnie całkowitą liczebność gatunku ocenia na około 2000 osobników (w tym 1500 osobników dorosłych). Liczebność na poszczególnych wyspach szacuje się następująco: Rimatara – 835 osobników, Teraina – ponad 1000, Tabuaeran – 50, Kiritimati – niewielka populacja. Dzięki przeprowadzonej w 2007 roku reintrodukcji ponad 100 osobników żyje na wyspie Atiu, jednej z Wysp Cooka.